# LPGA Tour 1970
Navigation
Édition précédente Édition suivante
Le LPGA Tour 1970 est la vingtième-et-unième édition du Ladies Professional Golf Association Tour (LPGA), circuit professionnel féminin de golf, qui se déroule du 12 février 1970 au 25 octobre 1970 exclusivement aux États-Unis. Cette vingtième-et-unième édition de ce circuit permet de proposer un certain nombre de tournois professionnels destinés aux femmes en dehors des compétitions amateurs. La volonté de la professionnalisation des golfeuses leur permet désormais de gagner de l'argent en jouant au golf.
Cette saison comporte vingt-et-un tournois, soit huit de moins qu'en 1969 et aucun tournoi hors des frontières des États-Unis, auxquels sont insérées des dotations financières en fonction du résultat de la golfeuse. Seuls deux de ces tournois sont considérés comme « tournoi majeur » - le Championnat de la LPGA et l'Open américain - et sont considérés comme les plus prestigieux et difficiles à remporter.
L'Américaine Sandra Haynie est désignée « Joueuse de l'année de la LPGA » (« Player of the Year ») pour la première fois de sa carrière et met fin à quatre années de domination de Kathy Whitworth, mais ne gagne pas le classement des gains remporté par Kathy Whitworth avec des gains de 31 544 $ en remportant deux victoires. Les deux tournois majeurs sont remportés par Shirley Englehorn (Championnat de la LPGA) et Donna Caponi (Open américain). Enfin, le « Trophée Vare » récompensant la golfeuse ayant la moyenne de score la plus basse de la saison est remporté par Kathy Whitworth pour la cinquième fois.

## Histoire
Pour l'organisation de cette vingtième-et-unième édition, tous les tournois se disputent aux États-Unis par des golfeuses principalement américaines professionnelles et amateures. Le calendrier établi fait débuter la saison par l'Invitational de Burdine en Floride remporté par Carol Mann. Au cours de cette saison, tous les tournois ont été remportés par des golfeuses américaines professionnelles.
L'Américaine Sandra Haynie est désignée « Joueuse de l'année de la LPGA » (« Player of the Year ») pour la première fois de sa carrière et met fin à quatre années de domination de Kathy Whitworth, mais ne gagne pas le classement des gains remporté par Kathy Whitworth avec des gains de 31 544 $ en remportant deux victoires. Les deux tournois majeurs sont remportés par Shirley Englehorn (Championnat de la LPGA) et Donna Caponi (Open américain).

## Participantes à la saison LPGA 1970
Les participantes ont deux statuts. Certaines sont devenues professionnelles, et pour certaines avant la création de ce circuit, mais de nombreuses amateures prennent également part aux tournois sans toutefois pouvoir recevoir le montant des gains en raison de leur statut.
| Participantes    | Participantes    | Participantes      | Participantes    | Participantes    |
| Professionnelles | Professionnelles | Professionnelles   | Professionnelles | Professionnelles |
| ---------------- | ---------------- | ------------------ | ---------------- | ---------------- |
| Kathy Ahern      | Amie Amizich     | Pam Barnett        | Patty Berg       | Susie Berning    |
| Jane Blalock     | Murle Breer      | Betty Burfeindt    | Donna Caponi     | JoAnne Carner    |
| Kathy Cornelius  | Linda Craft      | Clifford Ann Creed | Betsy Cullen     | Althea Darben    |
| Gail Denenberg   | Gloria Ehret     | Shirley Englehorn  | Kathy Farrer     | Jan Ferraris     |
| Marlene Hagge    | Sandra Haynie    | Hisako Higuchi     | Pam Higgins      | Lesley Holbert   |
| Judy Kimball     | Susan Little     | Carol Mann         | Margie Masters   | Sharon Miller    |
| Mary Mills       | Sharron Moran    | Norma Owens        | Sandra Palmer    | Renee Powell     |
| Jo Ann Prentice  | Judy Rankin      | Betsy Rawls        | Marbo Sasaki     | Carole Jo Skala  |
| Marilynn Smith   | Sandra Spuzich   | Beth Stone         | Louise Suggs     | Gerda Whalen     |
| Kathy Whitworth  | Peggy Wilson     | Mickey Wright      |                  |                  |
| Amateures        |                  |                    |                  |                  |
| Jane Bastanchury | Janey Fassinger  | Nancy Harger       | Martha Jett      |                  |

## Calendrier de la saison 1970
L'édition 1970 se déroule du 12 février 1970 au 25 octobre 1970. La tableau suivant présente tous les tournois programmés pour la saison 1970. Les chiffres entre parenthèses correspondent au nombre de victoires remportées au moment de la victoire de la golfeuse audit tournoi remporté. Il est à noter que tous les tournois considérés comme tournois majeurs sont reconnus comme victoires officielles au palmarès de la LPGA et ajoutés au palmarès des golfeuses, même avant sa création en 1950. Les tournois majeurs sont indiqués en gras.
| Date       | Tournoi                                            | Catégorie      | Dotation (US$) | Vainqueur individuelle |
| ---------- | -------------------------------------------------- | -------------- | -------------- | ---------------------- |
| 15/02/1970 | Invitational de Burdine, Floride                   |                | 40 000 $       | Carol Mann (29)        |
| 22/03/1970 | Open d'Orange Blossom, Floride                     |                | 18 500 $       | Kathy Whitworth (54)   |
| 19/04/1970 | Invitational de Raleigh, Caroline du Nord          |                | 16 500 $       | Sandra Haynie (18)     |
| 03/05/1970 | Invitational de Shreveport Kiwanis Club, Louisiane |                | 15 000 $       | Sandra Haynie (19)     |
| 10/05/1970 | Open de Dallas Civitan, Texas                      |                | 25 000 $       | Betsy Rawls (53)       |
| 17/05/1970 | Tournoi de Johnny Londoff Chevrolet, Missouri      |                | 22 000 $       | Shirley Englehorn (8)  |
| 24/05/1970 | Invitational de Bluegrass, Kentucky                |                | 20 000 $       | Donna Caponi (3)       |
| 31/05/1970 | Open d'O'Sullivan, Virginie                        |                | 15 000 $       | Shirley Englehorn (9)  |
| 07/06/1970 | Open de Lady Carling I, Maryland                   |                | 22 500 $       | Shirley Englehorn (10) |
| 13/06/1970 | Championnat de la LPGA, Massachusetts              | Tournoi majeur | 30 000 $       | Shirley Englehorn (11) |
| 21/06/1970 | Classic de George Washington , Pennsylvanie        |                | 25 000 $       | Judy Rankin (2)        |
| 28/06/1970 | Open de Len Immke Buick, Ohio                      |                | 20 000 $       | Mary Mills (7)         |
| 05/07/1970 | Open américain, Floride                            | Tournoi majeur | 30 000 $       | Donna Caponi (4)       |
| 19/07/1970 | Open de Springfield Jaycee, Ohio                   |                | 20 000 $       | Judy Rankin (3)        |
| 09/08/1970 | Open de Lady Carling II, Géorgie                   |                | 20 000 $       | Jane Blalock (1)       |
| 16/08/1970 | Open de Cincinnati, Ohio                           |                | 20 000 $       | Betsy Rawls (54)       |
| 23/08/1970 | Open de Southgate, Kansas                          |                | 20 000 $       | Kathy Ahern (1)        |
| 13/09/1970 | Open de Wendell-West, Washington                   |                | 40 000 $       | JoAnne Carner (2)      |
| 26/09/1970 | Open de Lincoln-Mercury, Californie                |                | 23 000 $       | Judy Rankin (4)        |
| 18/10/1970 | Classic de Quality Chek'd, Texas                   |                | 15 000 $       | Kathy Whitworth (55)   |
| 25/10/1970 | Classic de Charities, Texas                        |                | 17 500 $       | Marilynn Smith (20)    |

## Classements saison 1970

### Tableau des gains («Money list»)
Le tableau ci-dessous est le classement des golfeuses par gains obtenus sur cette saison 1970. Le classement par gains est remporté par Kathy Whitworth avec 31 544 $ remportés.
| Cla. | Golfeuses       | Gains    | Victoires |
| ---- | --------------- | -------- | --------- |
| 1    | Kathy Whitworth | 31 544 $ |           |

### Trophée Vare («Vare Trophy»)
Le tableau ci-dessous est le classement des golfeuses par scores les plus bas sur cette saison 1970.
| Cla. | Golfeuses       | Moyenne |
| ---- | --------------- | ------- |
| 1    | Kathy Whitworth |         |